# FORTH〜再生
『FORTH〜再生』 (Forth) は、イギリスのロックバンド、ザ・ヴァーヴの4枚目のアルバム。パーロフォンから2008年8月25日発売。全英1位を記録。1997年の解散と2007年の再結成を挟み、バンドとしては11年ぶりのニューアルバムとなった。
初回生産限定盤のみ、ドキュメンタリー及びライヴ映像収録のDVD付属。

## 収録曲

### CD
- 特筆ない限りバンドの作曲。

1. シット・アンド・ワンダー / Sit and Wonder - 6:52
2. ラヴ・イズ・ノイズ / Love Is Noise （リチャード・アシュクロフト, ザ・ヴァーヴ）- 5:29
3. ラザー・ビー / Rather Be （アシュクロフト） - 5:38
4. ジューダス / Judas - 6:11
5. ナムネス / Numbness - 6:34
6. アイ・シー・ハウセズ / I See Houses （アシュクロフト）- 5:37
7. ノイズ・エピック / Noise Epic - 8:13
8. バリウム・スカイズ / Valium Skies （アシュクロフト） - 4:34
9. コロンボ / Columbo - 7:30
10. アパラチアン・スプリングス / Appalachian Springs - 7:33
11. マ・マ・ソウル / Ma Ma Soul - 5:42 ※レコード盤、日本盤、アメリカiTunes Store限定ボーナス・トラック
12. マハメド・アリ / Muhammad Ali - 6:20 ※レコード盤、日本盤、アメリカiTunes Store予約限定ボーナス・トラック
13. レット・ザ・ダメージ・ビギン / Let the Damage Begin - 4:09 ※Amazon.com限定版ボーナス・トラック

### 初回生産のみDVD
- SPACE & TIME：ザ・ヴァーヴ ドキュメンタリー
- Live at Coachella, April 2008

1. ソネット
2. ディス・イズ・ミュージック
3. ザ・ローリング・ピープル
4. ラッキー・マン
5. ラヴ・イズ・ノイズ